# Северенчук, Михаил Трофимович
Михаил Трофимович Северенчук — советский хозяйственный и государственный деятель, Герой Социалистического Труда.

## Биография
Родился в 1918 году в селе Вербов. Член КПСС.
Участник Великой Отечественной войны — офицер 267-го стрелкового полка 105-й стрелковой дивизии
В 1962—1965 — парторг КПУ Жашковского производственного колхозно-совхозного управления.
В 1965—1973 — первый секретарь Жашковского райкома КП Украины.
В 1973—1978 — заместитель директора ВНДХ Черкасской области.
Указом Президиума Верховного Совета СССР от 8 апреля 1971 года присвоено звание Героя Социалистического Труда с вручением ордена Ленина и золотой медали «Серп и Молот».
Делегат XXIII и XXIV съездов КПСС.
Умер в 2005 году в Черкассах.

## Награды и звания
- Герой Социалистического Труда (08.04.1971)
- Орден Ленина (26.02.1958, 08.04.1971)
- Орден Октябрьской Революции (08.12.1973)